# Golpe Baixo
The Longest Yard (pt/br: Golpe Baixo) é um filme estadunidense de 1974 do gênero ação e comédia, dirigida por Robert Aldrich. Foi um dos maiores êxitos de bilheteria de Burt Reynolds nos anos 70, consagrando seu estilo durão, conquistador e engraçado.
O filme foi regravado em 2001, com o título de Mean Machine e , em 2005, foi lançado um remake homônimo com Adam Sandler, Chris Rock e o próprio Burt Reynolds.

## Elenco Principal
- Burt Reynolds — Paul "Wrecking" Crewe
- Eddie Albert — Rudolph Hazen
- Ed Lauter — capitão Wilhelm Knauer
- Anita Ford — Melissa
- Michael Conrad — Nate Scarboro
- Maria Canals Barrera - Alyson
- Richard Kiel — Samson
- Bernadette Peters — secretária de Warden
- Mike Henry — Rassmussen
- Ray Nitschke — Bogdanski
- James Hampton [3]

## Sinopse
O astro de futebol americano Paul "Wrecking" Crewe é obrigado a parar de jogar quando é acusado de aceitar dinheiro para "entregar" um jogo. Depois de uma bebedeira, briga com sua namorada rica e sai com o caro carro esporte dela (Citroën SM 1972). Ela chama a polícia acusando-o de roubo e, depois de uma perseguição pela cidade de Palm Beach, Flórida, Crewe joga o carro no rio. Ele é preso e acaba sendo enviado para um presídio onde o diretor mantém um time amador de futebol, no qual os jogadores são os guardas da prisão. O diretor, Rudolph Hazen, quer que Crewe organize os detentos para uma partida de exibição contra o time dele. Crewe a princípio se nega, mas depois acha uma boa oportunidade para "surrar" alguns guardas autoritários e passa a convencer os presidiários mais violentos a formarem a equipe.

## Premiação
Venceu o Globo de Ouro de 1975 como melhor filme de comédia.